# Augustus C. Dodge
Augustus Caesar Dodge (2 de janeiro de 1812 - 20 de novembro de 1883) foi um dos primeiros senadores dos Estados Unidos a representar o estado de Iowa depois de ter sido admitido na União como estado em 1846. Dodge, um democrata, também representou o Território de Iowa no Congresso como seu delegado à Câmara dos Representantes dos Estados Unidos de 1840 a 1846.

## Delegado
O Congresso criou o Território de Iowa em 1838, a partir do que era anteriormente o Distrito de Iowa do Território de Wisconsin. Como resultado do Ato de 3 de março de 1839, o cargo de Delegado do Território de Iowa para a Câmara dos Estados Unidos ficaria vago em 27 de outubro de 1840, e Dodge foi eleito para preenchê-lo.